# Nathan Dempsey
Nathan Dempsey, född 14 juli 1974, är en kanadensisk ishockeyspelare (back) som spelar för SC Bern i Nationalliga A, den högsta divisionen i Schweiz.
Dempsey har annars ett förflutet i NHL där han spelade sin första säsong 1996/1997 för Toronto Maple Leafs som också var klubben som han listades för som nummer 245 i elfte rundan 1992.
Han har även spelat för Chicago Blackhawks, Los Angeles Kings samt Boston Bruins.